# Pedro de Heredia

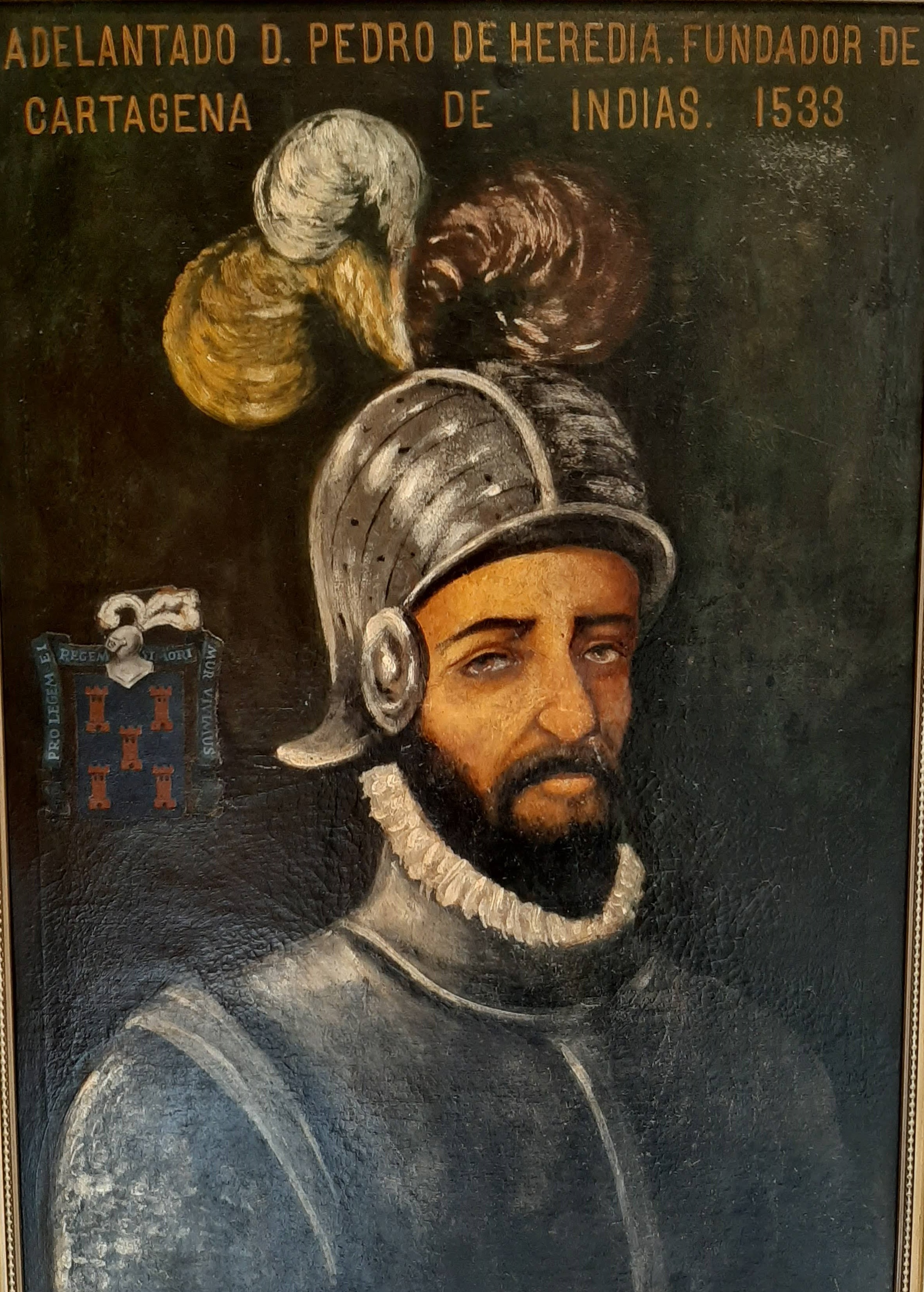
Pedro de Heredia

Pedro de Heredia (Madri - Zahara dos Atunes, Cádiz 27 de janeiro 1554), foi um corregedor, conquistador espanhol e fundador da cidade de Cartagena de Índias, navegador da costa e do interior da atual Colômbia até Antioquia e norte de Tolima.

## Biografia
De família nobre, em sua juventude Pedro de Heredia travou-se em luta de onde saiu ferido no nariz. Heredia, em vingança, matou a todos seus inimigos e teve que fugir para as Américas para se evadir à justiça que o reclamava. Estabeleceu-se em Santo Domingo e dedicou-se aos trabalhos agrícolas. De ali passou a Santa Marta como tenente do governador Pedro Badillo, onde se enriqueceu negociando com os índios de baratijas (chocalhos, espelhos, gorros coloridos) por ouro. Levou a Espanha suas riquezas e oficializou na Corte a conquista das população da costa de Terra Firme, desde as bocas do Magdalena até o rio Atrato.
Em 10 de janeiro de 1533, dia de São Sebastião, Pedro de Heredia chegou à costa da hoje ilha de Manga, na Bahia de Cartagena de Índias. Mas ainda assim, não funda Cartagena nessa data de forma oficial, como alguns historiadores afirmam, mas sim Calamarí. Uma índia calamarí, chamada Catalina, que aprendeu espanhol ofereceu-se como intérprete de Heredia, e se apaixona dele. Leva a Heredia às zonas melhores abastecidas de água. Com a nova intérprete, os índios calamarís aproveitam, e decidem montar uma emboscada aos invasores para libertar a região dos espanhóis já estabelecidos ali. Heredia chega a uma aldeia indígena, mas não encontrou a ninguém; somente a um idoso chamado "Corinche", que lhe relatou a trágica história de uma epidemia que afetou a este povo (absoluta mentira). No lugar onde Calamarí estava localizada, Heredia notou a falta de água, aridez e escassa vegetação. Corinche disse a Heredia que na zona de Yurbaco (Turbaco) tinha água, e climas mais temperados. Marchando para Yurbaco, Heredia cruzou toda a sorte de infortúnios. E ao chegar a Yurbaco, recebeu-o uma comitiva de índios preparados para atacar-lhe, Corinche desapareceu. Nessa batalha em Yurbaco, Heredia saiu ileso, e tendo quase aniquilado aos nativos nessa batalha, regressou a Calamarí, e esse primeiro de junho de 1533, chegou à cabana do chefe, e fincou uma estaca com um letreiro que dizia "San Sebastián de Calamar", como lembrete do primeiro dia que chegaram à região, e os índios calamarís que a habitaram. Para fins de 1533, todos concordaram com a proposta de Juan de la Cosa, para que a cidade fosse rebatizada, e efetivamente foi mudada para Cartagena de Índias.

## Maltrato a indígenas
Pedro de Heredia foi um dos conquistadores mais sangrentos, especialmente em suas expedições nas terras dos indígenas Zenú.
Foi acusado ante a corte por maltratar e queimar vivos a indígenas e caciques, apropriação de fundos, contravenção, envio de ouro sem pagar impostos, nepotismo, pelo que foi despojado da governo de Cartagena de Índias e levado a julgamento; em 1554 declara-se-lhe culpado. De Heredia viaja a Espanha para pedir apelação mas morre afogado.